# Sigrid Leue
Sigrid Leue, geborene Schnabel (* 12. März 1934 in Ammendorf; † 16. August 2010 in Magdeburg) war eine deutsche Kanutin und mehrfache DDR-Meisterin.

## Leben
Sie wurde als Kind von Wilhelm Karl Friedrich Schnabel und Erna Milda Mühle geboren. Einen ersten größeren sportlichen Erfolg erzielte sie bei den DDR-Jugendmeisterschaften 1952 im Einer-Kajak über 500 Meter. Sie startete für die im Magdeburger Stadtteil Fermersleben ansässige Kanuabteilung der BSG Stahl Süd, der späteren BSG Motor Südost Magdeburg.
Bei den DDR-Meisterschaften 1953 gelang ihr der Sieg über 3000 Meter im Einer-Kajak. Auch außerhalb der Meisterschaften stellten sich Erfolge ein. Gemeinsam mit R. Werner gewann sie bei der Großen Dresdner Kanuregatta am 6. September 1953 den ersten Platz im Zweier-Kajak über 500 Meter. 1954 konnte sie den DDR-Meistertitel über 3000 Meter verteidigen und siegte auch über 500 Meter. Vizemeisterin wurde sie im Vierer-Kajak. Nach einem Trainingslageraufenthalt in Berlin nahm sie an einer internationalen Kanuregatta in Rumänien teil. Ein weiterer wichtiger und erfolgreicher Wettkampf dieses Jahres war das Deutschlandtreffen der Jugend und Studenten in Berlin, wo sie wiederum über 500 und 3000 Meter siegte.
Sigrid Schnabel heiratete dann den im gleichen Verein trainierenden erfolgreichen Kanuten Rolf Leue. Aus der Ehe gingen zwei Kinder, darunter der ebenfalls erfolgreiche Kanuten Eckhard Leue hervor. Auch die Enkel Friederike Leue und Erik Leue sind im Kanusport mit Erfolg tätig.
1955 holte sie erneut die DDR-Meistertitel über 500 und 3000 Meter. Im Vierer-Kajak wurde sie Vizemeisterin über 500 Meter. Die Meistertitel verteidigte sie auch 1956. Im Jahr 1957 gelang die Titelverteidigung über die 3000 Meter sowie der Sieg im Vierer-Kajak über 500 Meter. Als Mitglied der DDR-Mannschaft startete sie 1957 auch auf der III. Internationalen Friedensregatta in Moskau.
In den nächsten Jahren gelangen außerhalb von Meisterschaften noch Siege bei Regatten.
Leue engagierte sich in der Frauen- und Umweltbewegung. Sie unterstützte das EcoMujer-Projekt, welches sich in Kuba für Frauen- und Umweltfragen einsetzt und gehörte der Partei Die Linke an. Sie verstarb 2010 nach längerer Krankheit.